# I bambini di Gaza - Sulle onde della libertà
I bambini di Gaza - Sulle onde della libertà (How Kids Roll) è un film del 2024 diretto da Loris Lai, al debutto alla regia.
La sceneggiatura è ispirata al romanzo del 2013 Sulle onde della libertà di Nicoletta Bortolotti.
Il film racconta la storia di due ragazzini, uno palestinese e l'altro israeliano, che stringono un'improbabile amicizia a causa della loro comune passione per il surf durante la guerra nella Striscia di Gaza durante la seconda intifada nel 2003.

## Trama
Striscia di Gaza, 2003: un bambino palestinese amante del surf incontra un israeliano; tra di loro nascerà una forte amicizia che va oltre le barriere della provenienza.

## Produzione
Il film è il debutto direttoriale di Loris Lai, regista italiano, che ha scritto la sceneggiatura insieme a Dahlia Heyman, ispirata al romanzo del 2013 Sulle onde della libertà di Nicoletta Bortolotti. Lai ha lavorato sul film per più di un decennio. Ha avuto l'idea per il film durante un viaggio a Gaza mentre lavorava come fotogiornalista per London Times nel 2003. Ha descritto il film come "una storia di pace e speranza".
L'11 novembre 2022, Variety ha annunciato che le riprese sono terminate in Tunisia e che Marwan Hamdan e Mikhael Fridel interpreterano i ragazzini, mentre che Tom Rhys Harries interpreterà l'ex campione di surf, e che l'attrice algerina-francese Lyna Khoudri sarà nel film.
Lai ha detto che è stata un'impresa avere i passaporti per entrambi i cast, sia quello palestinese che quello israeliano. Dopo mesi di attese, sono riusciti ad avere i passaporti per il cast palestinese dopo essersi avvicinati con il presidente palestinese Mahmud Abbas durante la sua visita alle Nazioni Unite a New York. Lai ha anche avuto problemi quando una giovane soldatessa israeliana ha strappato la sua foto sul suo passaporto italiano e ha detto che il documento non era più valido. Una famiglia israeliana si è anche rifiutata di apparire nel film.
Il film è prodotto da Jean Vigo Italia, Eagle Pictures, B-Roll, Panoramic Film, Rai Cinema, Lawrence Bender Productions e Potemkino con il sostegno di Eurimages, Lazio Cinema International e il Ministero della Cultura. E' stato prodotto da Elda Ferri, Lawrence Bender, Frédéric Ollier, Peter De Megd e Loris Lai. Patric Palm, Cindy Cederlund e Dahlia Heyman erano anche i produttori esecutivi. La musica è composta da Nicola Piovani.
Il piano originale era di girare il film in Israele e a Gaza, ma le riprese in Israele erano troppo costose e non era possibile fare le riprese a Gaza, perciò bisognava scegliere un altro luogo. Lai ha detto che per evitare grane, gli è stato suggerito di dire che era un film sul surf in modo da poter girare in Tunisia.
La lavorazione ha preso luogo in Tunisia tra il settembre e il dicembre del 2022. Le riprese a Tunisi sono terminate nel novembre del 2022. Il cast e la troupe si sono spostati a Capo Verde in cerca di onde da surf. La post-produzione è terminata nel settembre del 2023.
Lai ha detto che i rapporti tra palestinesi e israeliani sul set non erano facili, ma che i bambini attori che hanno interpretato Mahmud e Alon sono diventati amici inseparabili, ma le loro madri si evitavano.

## Distribuzione
Il film è in proiezione nelle sale italiane dal 28 marzo 2024.

## Accoglienza
Papa Francesco ha detto: "Questo film con le voci piene di speranza dei bambini palestinesi e israeliani sarà un grande contributo alla formazione nella fraternità, l'amicizia sociale e la pace".

## Riconoscimenti
- 2025 – David di Donatello
  - Candidatura al miglior regista esordiente a Loris Lai